# Theridion longihirsutum
Espèce
Theridion longihirsutum est une espèce d'araignées aranéomorphes de la famille des Theridiidae.

## Distribution
Cette espèce est endémique du Guangdong en Chine,.

## Publication originale
- Strand, 1907 : Süd- und ostasiatische Spinnen. Abhandlungen der naturforschenden Gesellschaft zu Görlitz, vol. 25, p. 107-215.